# Hipposideridae
Hipposideridae é uma família de morcegos. Considerada com uma subfamília, Hipposiderinae, da Rhinolophidae, é classificado mais comumente como uma família distinta.

## Classificação
A família Hipposideridae contêm dez gêneros viventes e mais de 70 espécies, a maioria contida no gênero Hipposideros. Em adição, vários gêneros fósseis são conhecidos; o fóssil mais antigo atribuído a família é do Eoceno Médio da Europa. Em 1997, McKenna e Bell propuseram a divisão da Hipposideridae (chamada de Rhinonycterinae por eles) em três tribos, uma das quais com duas subtribos, mas essa divisão se mostrou parafilética e foi abandonada. Uma classificação diferente foi proposta por Hand e Kirsch em 2003. Recentemente, Benda e Vallo (2009) propuseram uma tribo, Triaenopini, para os gêneros Triaenops, Paratriaenops, e possivelmente Cloeotis.

### Gêneros
A família possui dez gêneros viventes:
- Anthops Thomas, 1888
- Asellia Gray, 1838
- Aselliscus Tate, 1941
- Cloeotis Thomas, 1901
- Coelops Blyth, 1848
- Hipposideros J. E. Gray, 1831
- Paracoelops Dorst, 1947
- Rhinonicteris J. E. Gray, 1847
- Paratriaenops Benda & Vallo, 2009
- Triaenops Dobson, 1871

Nove gêneros extintos são conhecidos:
- Archerops Hand & Kirsch, 2003 (Mioceno da Austrália)
- Brachipposideros Sigé, 1968 (Oligocene ao Mioceno da Europa e Mioceno da Austrália)
- Brevipalatus Hand & Archer, 2005 (Mioceno da Austrália)
- Miophyllorhina Hand, 1997 (Mioceno da Austrália)
- Palaeophyllophora Revilliod, 1917 (Eoceno ao Mioceno da Europa)
- Paraphyllophora Revilliod, 1919 (Eoceno ou Oligoceno ao Mioceno da Europa)
- Riversleigha Hand, 1998 (Mioceno da Austrália)
- Vaylatsia Sigé, 1990 (Oligoceno da Europa)
- Xenorhinos Hand, 1998 (Mioceno da Austrália)